# Visions (álbum de Haken)
Visions es el segundo álbum de estudio de banda de metal progresivo Haken. El álbum fue lanzado principalmente por la atención recibida en el ProgPower USA el día 17 de septiembre de 2011. La fecha de lanzamiento fue el 24 de octubre de 2011.
A diferencia de su antecesor, Aquarius, que fue en su mayoría compuesto en piano, Visions, fue compuesto en gran parte con guitarra, una vez más por Richard Henshall, exceptuando dos canciones. También, y como su álbum debut, los integrantes de la banda grabaron sus partes por separado en sus casas y se compartieron los archivos entre sí. El álbum cuenta con un cuarteto de cuerdas y un corno francés mezclados con secciones sintetizadas de instrumentos de viento de metal y cuerdas. Los arreglos orquestales fueron hechos por el tecladista principal, Diego Tejeida, y el baterista y percusionista Raymond Hearne.
Nuevamente, Visions es un álbum conceptual, cuya historia central es la de un niño que ve su propia muerte en sus sueños y cree que ocurrirá de verdad, con lo que pasa el resto de su vida tratando de evitarlo. La canción fue escrita por el vocalista Ross Jennings, después de haber tenido una premonición su propia muerte, y fue la primera canción en escribirse; el resto del álbum fue creciendo a partir de este tema.
Al igual que en Aquarius, las ilustraciones de Visions también fueron diseñadas por Dennis Sibeijn.
El disco está dedicado a la madre del guitarrista Charlie Griffiths, quien murió en 2011.

## Lista de canciones
Todas las letras fueron compuestas por Ross Jennings; toda la música fue compuesta por Richard Henshall, excepto donde se indique.

| Edición estándar |                              |                                                                              |          |  |
| N.º              | Título                       | Música                                                                       | Duración |  |
| 1.               | «Premonition» (instrumental) | Henshall, Diego Tejeida, Thomas MacLean                                      | 4:10     |  |
| 2.               | «Nocturnal Conspiracy»       |                                                                              | 13:08    |  |
| 3.               | «Insomnia»                   | Henshall, Tejeida, MacLean, Charlie Griffiths, Ross Jennings, Raymond Hearne | 6:06     |  |
| 4.               | «The Mind's Eye»             |                                                                              | 4:05     |  |
| 5.               | «Portals» (instrumental)     |                                                                              | 5:27     |  |
| 6.               | «Shapeshifter»               |                                                                              | 8:08     |  |
| 7.               | «Deathless»                  |                                                                              | 8:04     |  |
| 8.               | «Visions»                    |                                                                              | 22:25    |  |
| 71:33            |                              |                                                                              |          |  |

## Personnel
| Haken - Ross Jennings – voz - Richard Henshall – guitarras y teclados - Charlie Griffiths – guitarras - Thomas MacLean – bajo - Ray Hearne – batería, tuba y djembe - Diego Tejeida – teclados y diseño de sonido | Músicos adicionales - Lucy Butcher – chelo - Alison Comerford – violín - Chris Currie – voces - Patrick Harrild – voces - Jennifer Murphey – violín - Joey 'Dah Lipz' Ryan – trompa - Martin Wray – viola | Producción y diseño - John Papas – grabación (batería y percusión) - George Balston – grabación (piano y cuerdas) - Mark Rainbow – grabación (piano y cuerdas) - Jonny Abraham – grabación (trompa) - Christian Moos – mezcla - Alan Douches – masterización - Dennis Sibeijn – ilustraciones, diseño gráfico - Neil Palfreyman – fotografía - Bo Hansen – fotografía - Daniel Grey – fotografía - Neil Palfreyman – fotografía |